# Regierungspräsidium Freiburg
Das Regierungspräsidium Freiburg ist eine Landesmittelbehörde von Baden-Württemberg. Sie ist die Verwaltungsbehörde des gleichnamigen Regierungsbezirks. Der Sitz des Regierungspräsidiums befindet sich im Basler Hof in der Kaiser-Joseph-Straße 167 im Freiburger Stadtbezirk Mitte. Die meisten Mitarbeiter sind seit dem Jahr 2000 in einer Außenstelle in einem Neubau in Betzenhausen untergebracht. Das Regierungspräsidium als Behörde ist der unmittelbaren (direkten) Staatsverwaltung zugeordnet.
Der Haushaltsplan des Landes Baden-Württemberg sieht für das Regierungspräsidium Freiburg im Jahr 2023 insgesamt Einnahmen von 6.461.300 Euro und Ausgaben von 93.500.800 Euro vor.
Gemäß § 3 Abs. 1 Nr. 5 Landeshoheitszeichengesetz (LHzG) führt das Regierungspräsidium Freiburg als Hoheitszeichen das große Landeswappen.

## Organisation
Die Behörde ist organisatorisch in 8 Fachabteilungen und 50 Referate gegliedert. Die Abteilungen lauten wie folgt:
- Abteilung 1 – Steuerung, Verwaltung und Bevölkerungsschutz
- Abteilung 2 – Wirtschaft, Raumordnung, Bau-, Denkmal- und Gesundheitswesen
- Abteilung 3 – Landwirtschaft, Ländlicher Raum, Veterinär- und Lebensmittelwesen
- Abteilung 4 – Mobilität, Verkehr, Straßen
- Abteilung 5 – Umwelt
- Abteilung 7 – Schule und Bildung
- Abteilung 8 – Forstdirektion
- Abteilung 9 – Landesamt für Geologie, Rohstoffe und Bergbau

Die Abteilung 6 – Landespolizeidirektion – ist zum 1. Januar 2014 weggefallen.
Das Regierungspräsidium zählt mehr als 1700 Mitarbeiter. Die Behördenleitung hat seit April 2024 der Regierungspräsident Carsten Gabbert (Grüne) inne. Als Regierungspräsident fungiert Gabbert als politischer Beamter, vertritt die Landesregierung im Regierungsbezirk und ist für den Vollzug (Umsetzung) der gesetzlichen Aufgaben und der Ziele der Landespolitik verantwortlich.
Die Behörde unterhält neben der Hauptliegenschaft in der Kaiser-Joseph-Straße 167 folgende sieben Dienstgebäude im Stadtgebiet: Bissierstraße 3 und 7, Bertoldstraße 43, Schwendistraße 12, Eisenbahnstraße 68, Sautierstraße 26 und 36, Albertstraße 5 und Heinrich-von-Stephan-Straße 25.

## Zuständigkeiten

Lage des Regierungsbezirks Freiburg in Baden-Württemberg

Als mittlere Landesbehörde steht sie zwischen dem Land Baden-Württemberg und der kommunalen Ebene (Land- und Stadtkreise sowie Große Kreisstädte, Städte und Gemeinden). Der Zuständigkeitsbereich des Regierungspräsidiums Freiburg ist mit dem gleichnamigen Regierungsbezirk deckungsgleich und erstreckt sich über neun Landkreise und einen Stadtkreis. Die Zuständigkeit umfasst die Landkreise Breisgau-Hochschwarzwald, Emmendingen, Konstanz, Lörrach, den Ortenaukreis, die Landkreise Schwarzwald-Baar, Rottweil, Tuttlingen und Waldshut sowie den Stadtkreis Freiburg im Breisgau. Somit ist das Regierungspräsidium für rund 2,3 Millionen Einwohner (31. Dezember 2023) tätig.